# Ковалево (Плоцький повіт)
Ковалево (пол. Kowalewo) — село в Польщі, у гміні Дробін Плоцького повіту Мазовецького воєводства.
Населення — 147 осіб (2011).
У 1975-1998 роках село належало до Плоцького воєводства.

## Демографія
Демографічна структура станом на 31 березня 2011 року:
|          | Загалом | Допрацездатний вік | Працездатний вік | Постпрацездатний вік |
| -------- | ------- | ------------------ | ---------------- | -------------------- |
| Чоловіки | 78      | 15                 | 61               | 2                    |
| Жінки    | 69      | 12                 | 45               | 12                   |
| Разом    | 147     | 27                 | 106              | 14                   |